# Karl Ludwig Albert Schwarz
Karl Ludwig Albert Schwarz (* 14. Dezember 1871 in Stuttgart; † 13. Januar 1931 ebenda) war ein deutscher Bankier und Mäzen.

## Leben
Karl Ludwig Albert Schwarz stammte aus einer großbürgerlichen Familie in Stuttgart. Er war ein Neffe des Landschaftsmalers Ludwig Diel. Schwarz übernahm das Bankhaus seines Vaters in Stuttgart und beteiligte sich an zahlreichen wirtschaftspolitischen Aktivitäten. 1906 wurde er ehrenhalber zum Königlichen Norwegischen Konsul ernannt, nachdem er sich für die Gründung eines deutsch-norwegischen Wirtschaftsverbandes eingesetzt hatte. 1907 gründete er zusammen mit dem Kommerzienrat Heinrich Otto die Deutsche Nyanza-Schiffahrtsgesellschaft m. b. H., die mit fünf kleinen Dampfschiffen auf dem Victoriasee von Deutsch-Ostafrika aus den Personen- und Frachtverkehr übernahm. Die Gesellschaft besaß unter anderem den Dampfer Heinrich Otto und die Pinassen Albert Schwarz und Schwaben. Er trieb den Bau des Wasserkraftwerks Pleidelsheim voran und gehörte bis zu seinem Tod dem Aufsichtsrat der Kawag an. In Bad Mergentheim baute er die Badeanlagen aus, wofür ihm 1921 anlässlich seines 50. Geburtstages das Ehrenbürgerrecht verliehen wurde. Außerdem wurde die Bad Mergentheimer Albertquelle nach ihm benannt. Ferner war er an der Gründung der Luftverkehr-Württemberg-AG, ab 1936 Flughafen Württemberg AG, beteiligt.
Schwarz war außerdem ein Kunstsammler und Förderer der Künste. Er war Vorsitzender der Vereinigung von Freunden der Akademie der Bildenden Künste, des Württembergischen Konzertbundes und des Vereins Württemberger Kunstfreunde. 
Im Zuge der Wirtschaftskrise in den 1920er Jahren ging sein Bankhaus zugrunde. Gleichzeitig litt Schwarz unter einer Verschlechterung seines Gesundheitszustandes. Er starb an einer Herzlähmung. Nach seinem Tod wurden seine Sammlungen in Stuttgart und Köln versteigert. Schwarz wurde auf dem Stuttgarter Pragfriedhof bestattet.

## Bahaitum
Albert Schwarz und seine Frau Alice gehörten ab 1912 der Bahai-Religion an; zu dieser Glaubensrichtung hingeführt hatte sie Alice Schwarz' Zahnarzt Edwin Fischer. Bei einem Besuch in Stuttgart im April 1913 lernte  das Ehepaar Schwarz ʿAbdul-Baha' persönlich kennen.  Mehrere Ausflüge wurden gemeinschaftlich unternommen, unter anderem nach Bad Mergentheim mit einem Zwischenstopp in Pleidelsheim, wo ʿAbdul-Baha' Albert Schwarz ein Lob wegen dessen Engagement für den Bau des Kraftwerks aussprach, das Alice Schwarz später in einem ihrer Bücher zitierte. Nach dem Tod des Religionsführers im Jahr 1921 nahm das Ehepaar an einer Konferenz zu dessen Testament in Haifa teil. Anschließend bauten Alice und Albert Schwarz die Administration des Bahaitums in Deutschland auf. Sie wurden Mitglieder des ersten Nationalen Geistigen Rates; Albert Schwarz darüber hinaus Vorsitzender. Alice Schwarz fungierte als Sekretärin und Herausgeberin der Sonne der Wahrheit. Das Ehepaar baute auch eine entsprechende Bibliothek auf und leitete 1924 den Bahai-Kongress in Stuttgart.